# Josip Ilić
Josip Ilić, hrvatski reprezentativni rukometaš
Igrač RK Metković.
S mladom reprezentacijom 2006. osvojio je zlato na europskom prvenstvu.
S mladom reprezentacijom 2007. osvojio je srebro na svjetskom prvenstvu. Hrvatska mlada reprezentacija je za taj uspjeh dobila Nagradu Dražen Petrović.